# Lac de Sampolo
 (novembre 2017).
Si vous disposez d'ouvrages ou d'articles de référence ou si vous connaissez des sites web de qualité traitant du thème abordé ici, merci de compléter l'article en donnant les références utiles à sa vérifiabilité et en les liant à la section « Notes et références ».
Le lac de Sampolo est un lac de barrage corse dans le département de la Haute-Corse, sur le fleuve Fiumorbo situé à 365 m d'altitude, près de Ghisoni. Le lac couvre 24,5 ha et contient 2 millions de m3 d'eau et sert à la production d'électricité et à l'irrigation.

## Description
Propriété d'EDF, qui l'exploite, il a été construit de 1987 à 1991 et mis en service en 1992. 
Ce barrage-poids fait 93 m de long pour 32,5 m de haut. La crête est à  378 m d'altitude.

## Géographie
Le lac de Sampolo a pour émissaire le fleuve Fiumorbo  long de 45,7 km. 